# 池田町マチ
池田町マチ（いけだちょうマチ）は、徳島県三好市の町名。郵便番号は778-0002。

## 地理
北は池田町ウヱノ、南は池田町サラダ及び池田町イケミナミ、西は池田町シンヤマ、東は池田町シマにそれぞれ接する。
大通り・御陣屋通り・谷町通り・本通り・宗安通り・えびす通り・杉尾通り・諏訪通りなど、地内に多くの愛称を持つ通りが存在する。

### 世帯数と人口
2021年（令和3年）12月31日時点の世帯数と人口は以下の通りである。
| 町丁       | 世帯数  | 人口  |
| ---------- | ------- | ----- |
| 池田町マチ | 513世帯 | 973人 |

## 歴史
- 2006年（平成18年）3月1日 - 三好郡池田町が三野町・山城町・井川町・東祖谷山村・西祖谷山村と合併して三好市が発足。現在の町名となる。

## 教育
三好市立の小学校・中学校に通う場合、学区は以下の通りとなる。
| 番地 | 小学校             | 中学校             |
| ---- | ------------------ | ------------------ |
| 全域 | 三好市立池田小学校 | 三好市立池田中学校 |

## 施設
- 三好市池田総合体育館
- 三好市役所分庁舎
- 三好市中央公民館

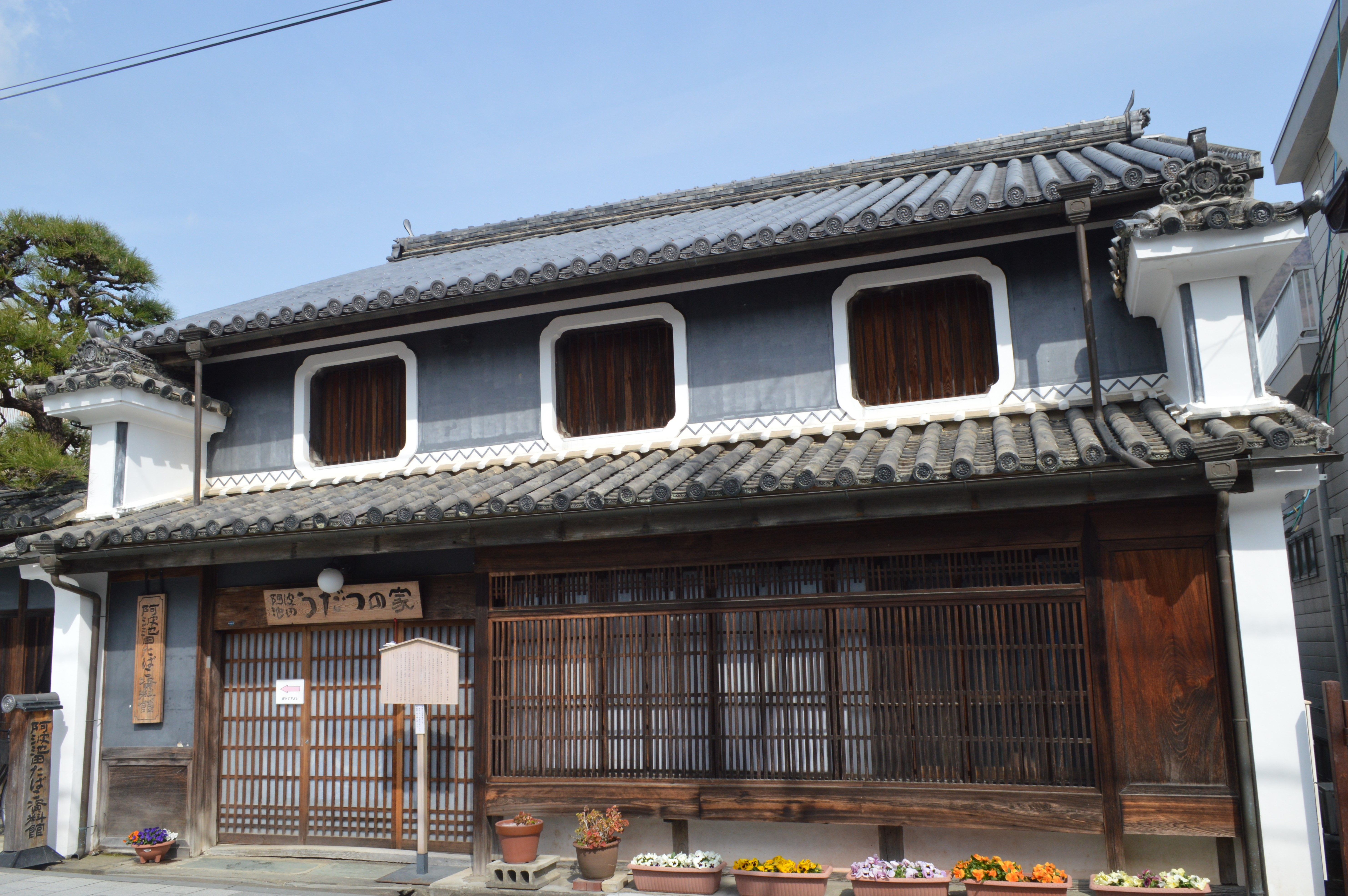
阿波池田うだつの家・たばこ資料館

- 三好市地域交流拠点施設 真鍋屋「MINDE」
- 阿波池田郵便局
- 池田第一保育園
- ハローワーク三好
- 徳島県西部総合県民局三好庁舎県民センター
- 諏訪公園
- 阿波池田うだつの家・たばこ資料館
- 池田温泉
- 医家神社
- ビジネスホテルヤマシロ
- セイア

かつて存在した施設
- デパートサンライズ
- 政海旅館

## 交通

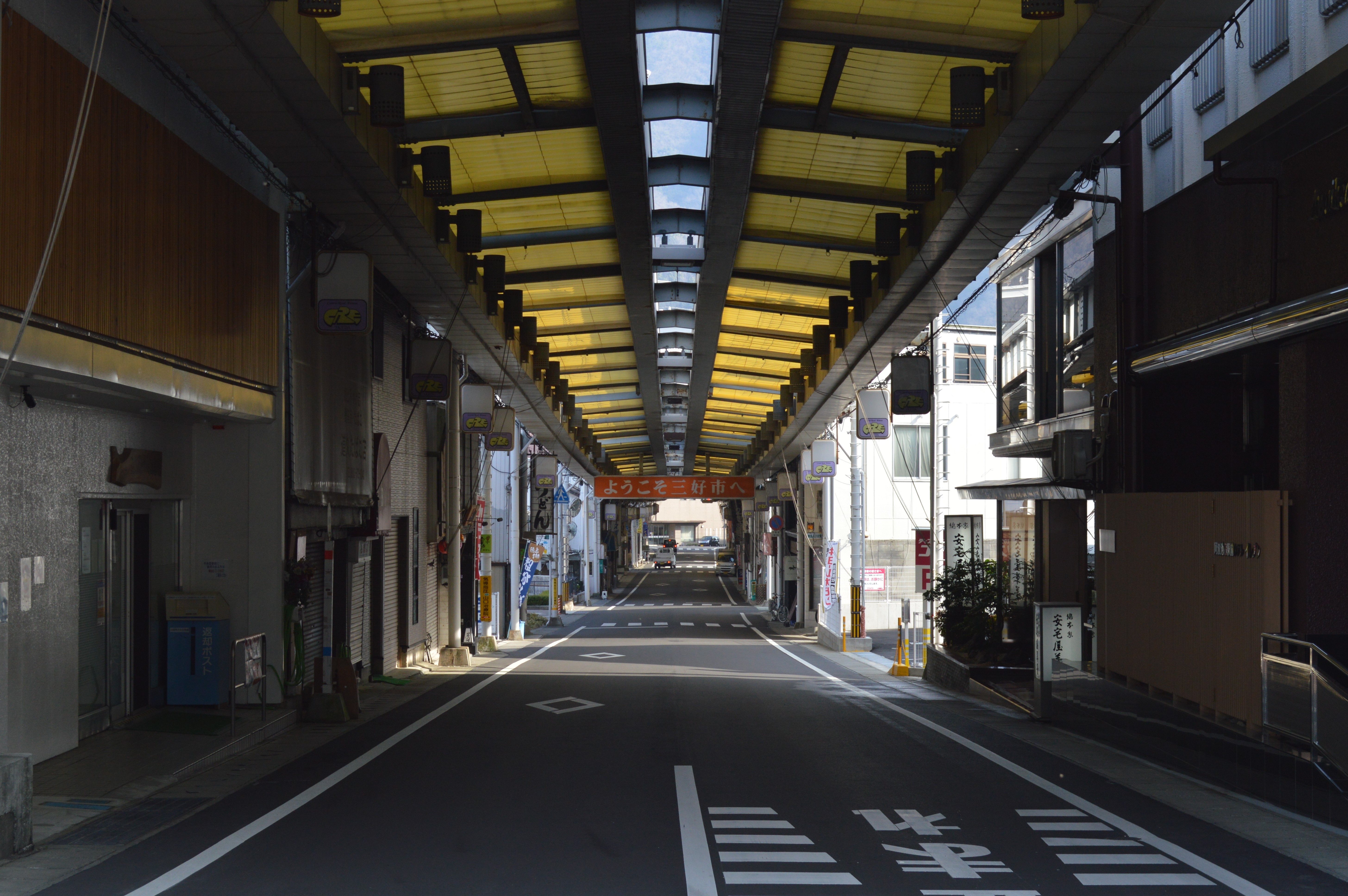
阿波池田駅前通り商店街

鉄道駅は存在しない。最寄り駅はJR土讃線阿波池田駅。
- 香川県道・徳島県道5号観音寺池田線
- 阿波池田駅前通り商店街 - 全蓋式アーケード商店街。徳島県道5号に指定されている。
- 本町通り - うだつを有する町屋が並ぶ通り。